# Брановицький Євген Вікторович
Євген Вікторович Брановицький (біл. Явгеній Віктаравіч Бранавіцкі; нар. 15 травня 1981, Солігорськ, Білоруська РСР) — білоруський футболіст, півзахисник.

## Клубна кар'єра
Народився в Солігорську, вихованець місцевої СДЮСШОР-1. У 1998 року перейшов до молодіжної команди столичного РУОРу. У 1999 році зіграв 5 матчів за цю команду в Другій лізі білоруського чемпіонату. Потім виступав у складі іншого друголігового клубу, «Білоруський Солігорськ». Звідти перейшов до іменитішого солігорського «Шахтаря». Однак у складі «гірників» основним гравцем не став. 2003 року Євгена орендував борисовський БАТЕ, але за цей клуб гравець не зіграв у білоруському чемпіонаті жодного матчу. Натомість в першості дублерів провів 13 поєдинків та відзначився 1 голом, ще 2 матчі зіграв у кубку Білорусі.
У 2004 році переїхав до України, де підписав контракт на 2 роки з полтавською «Ворсклою». Дебютував у складі полтавців 29 серпня 2004 року в програному (0:1) домашньому поєдинку 6-го туру Вищої ліги проти ужгородського «Закарпаття». Євген вийшов на поле в стартовому складі та відіграв увесь матч. У футболці ворсклян зіграв 5 матчів. Під час зимового трансферного вікна сезону 2005/06 років повернувся до «Білорусі», де підписав контракт з мозирською «Славією».
У 2006 році виїхав до Польщі, де захищав нижчолігового місцевого клубу «Хеко» (Чермно). Того ж року повернувся на батьківщину та підписав контракт з ФК «Мінськ». У футболці «городян» виступав до 2009 року. З 2010 по 2013 рік виступав у клубах «Торпедо» (Жодіно), «Городея», СКВІЧ та «Ведрич» (Річиця). У 2013 році перейшов до свєтлогорського «Хіміка», у складі якого 2014 року завершив кар'єру футболіста.

## Кар'єра в збірній
У 2001 році зіграв 1 поєдинок у футболці молодіжної збірної Білорусі.